# Jānis Čakste
Jānis Čakste (14 settembre 1859 – Riga, 14 marzo 1927) è stato un politico lettone.
È stato il primo Presidente della Lettonia, in carica dal novembre 1922 al marzo 1927.
Precedentemente, dal dicembre 1918 al novembre 1922, aveva amministrato il Paese come Presidente del Consiglio del Popolo (Tautas padome), un organismo provvisorio che dichiarò l'indipendenza della Lettonia nel 1918 e che servì da Parlamento fino all'Assemblea costituente.
Dal 1920 al 1922 fu Presidente dell'Assemblea costituente lettone.